# ستان سميث (لاعب كرة قدم أسترالية)
ستان سميث (بالإنجليزية: Stan Smith)‏ هو لاعب كرة قدم أسترالية أسترالي، ولد في 17 أبريل 1925، وتوفي في 8 يونيو 2019.

## وصلات خارجية
- ستان سميث على موقع AustralianFootball.com (الإنجليزية)
- ستان سميث على موقع AFLtables.com (الإنجليزية)